# سونگولو (پوسوف)
سونگولو (به ترکی استانبولی: Süngülü، به ارمنی: Արիլա) یک منطقهٔ مسکونی در ترکیه است که در پوسوف واقع شده‌است.